# Rhodophthitus atacta
Rhodophthitus atacta är en fjärilsart som beskrevs av Louis Beethoven Prout 1922. Rhodophthitus atacta ingår i släktet Rhodophthitus och familjen mätare. Inga underarter finns listade.